# Creu Daurada
La Creu Daurada o Creu del camí de Ciutat és una creu de terme de Llucmajor, Mallorca, situada al carrer de Ciutat amb la confluència amb el carrer Major. Antigament estava situada a l'entreforc dels dos carrers, però a causa de reformes viàries del 1886 fou encastada a la paret de la casa més propera. Fou bastida per assenyalar la fita entre el camp i Es Quadrat indicant el camí per anar a Palma (Ciutat de Mallorca).
Aquesta creu apareix documentada el 1515. L'alçada total és de 3,74 m. Està composta pel fust i el capitell de seccions octogonal i per la creu de tipologia llatina (el braç horitzontal més llarg que el vertical) de braços rectes. El capitell sobresurt molt respecte al fust d'altres creus de terme de Llucmajor. La graonada original possiblement es degué fer malbé amb el trasllat del 1886.
De les vuit parts que consta el capitell, rematats per arcs apuntats, element característic del gòtic, només tenim a la vista tres costats (la resta està encastat en mur), a un dels quals hi trobam una figura alada, l'arcàngel Sant Miquel, patró de Llucmajor. De bon tractament escultòric realitzat seguint un sentit helicoidal o de corba de cert naturalisme i dinamisme (característiques de l'escultura renaixentista). La creu, pròpiament dita, degué ser realitzada després del 1886, ja que no es correspon amb l'estil (de transició) gòtic-renaixement del monument.